# Métropole de Thessalonique

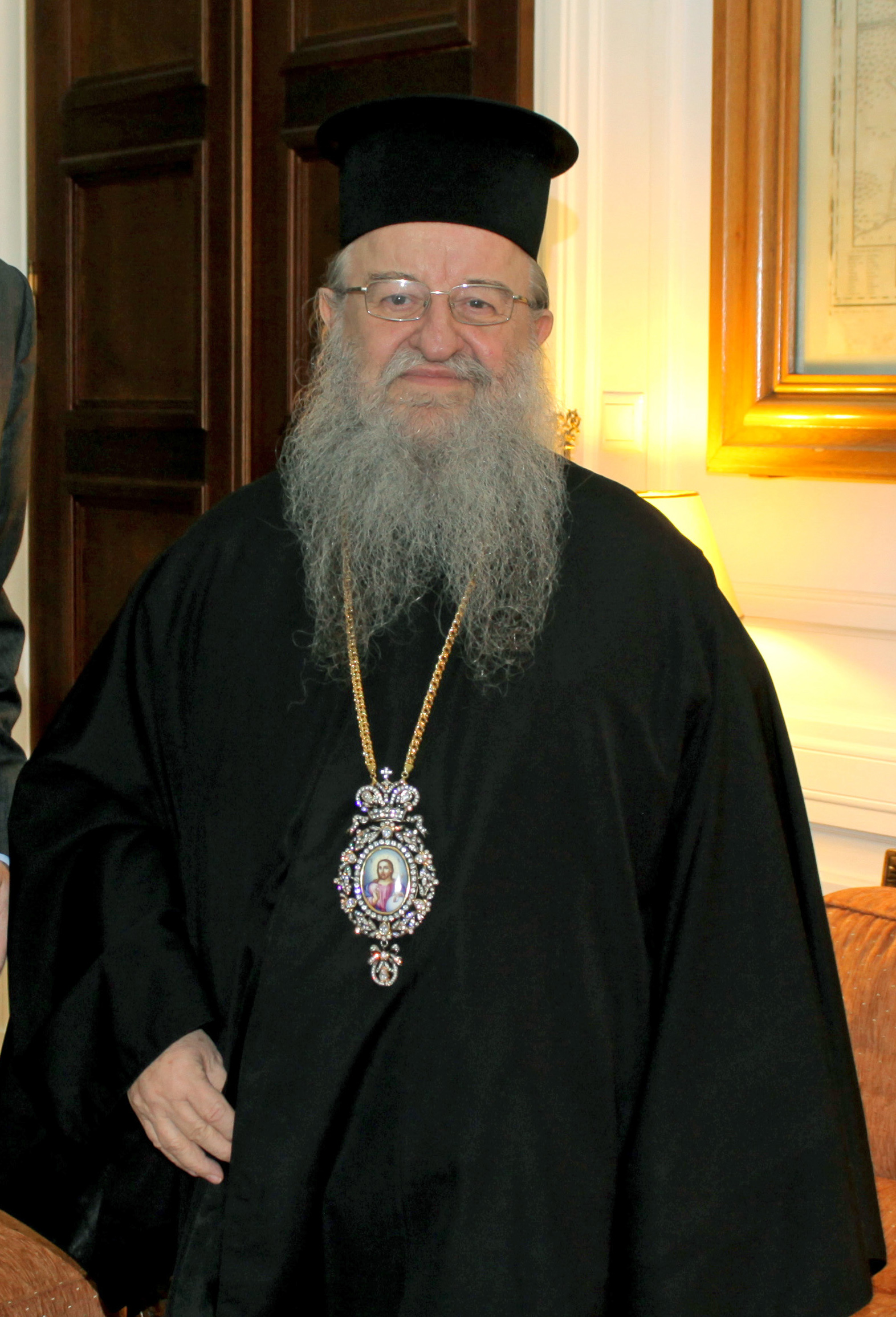
Le métropolite Anthime lors d'une rencontre au ministère des Affaires étrangères avec le ministre Dimítris Droútsas, le 2 mars 2011.

La métropole de Thessalonique (en grec byzantin : Ιερά Μητρόπολις Θεσσαλονίκης) est un évêché du Patriarcat œcuménique de Constantinople provisoirement autorisé à participer à la vie synodale de l'Église orthodoxe de Grèce. Elle est située dans la capitale de la Macédoine-Centrale, Thessalonique en Grèce du Nord. Son métropolite est monseigneur Anthime Roussas (el)

## La cathédrale

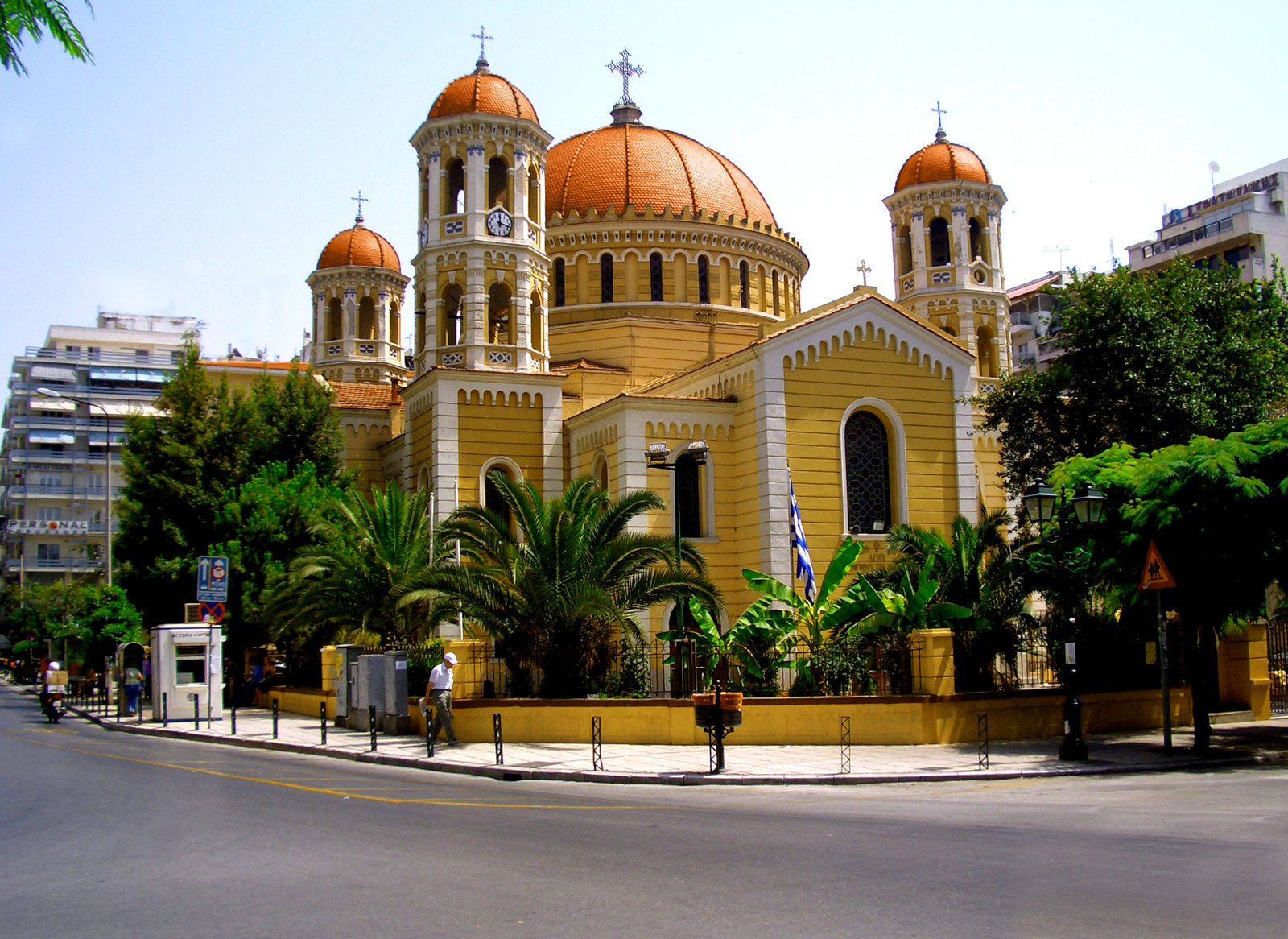
La cathédrale Saint-Grégoire Palamas.

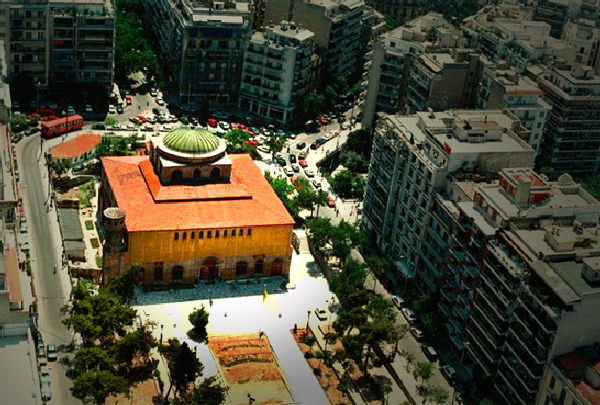
L'église byzantine Sainte-Sophie.

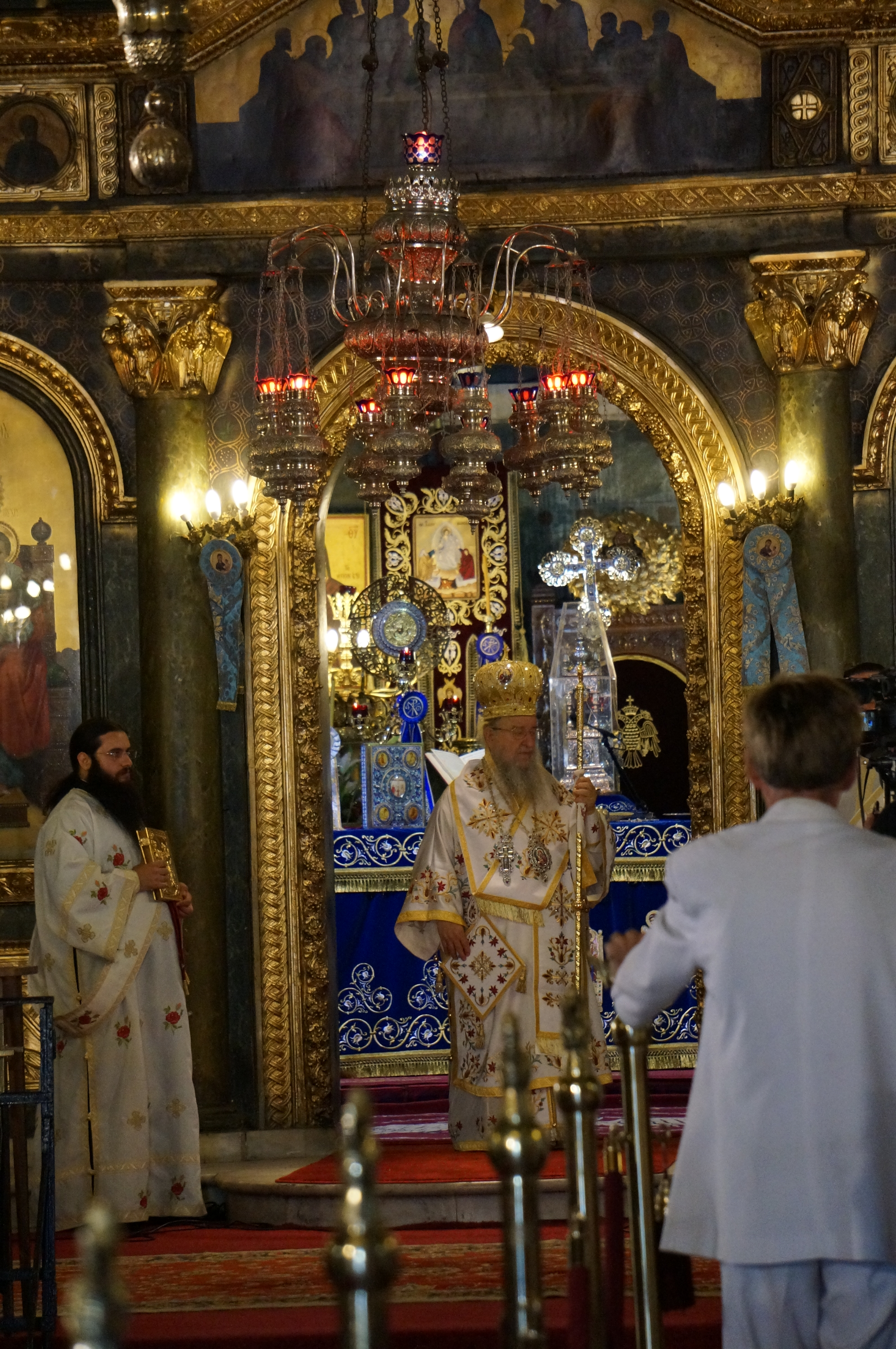
Le métropolite Anthhime, avec la tiare célébrant une messe en août 2014 à Sainte-Sophie de Thessalonique.

- C'est l'église Saint-Grégoire Palamas.
- L'église Sainte-Sophie est la cathédrale ancienne et historique qui rappelle le temps où Thessalonique était la seconde capitale de l'Empire des Romains.

## Les métropolites
- Le métropolite Anthime (né Roussas à Salmoni, près de Pyrgos en 1934), était auparavant métropolite d'Alexandroupoli depuis 1974. Il occupe le siège de Thessalonique depuis 2004.
- Le métropolite Pantéléïmon II (né Nicolas Chrysophakis à Athènes en 1925) 1974-2004.

## L'histoire
L'église de Thessalonique fut fondée en 50-58 par saint Paul.
Au début du IVe siècle, saint Ambroise de Milan protégea la ville de Thessalonique menacée par la fureur impériale. Ainsi ce saint occidental est-il particulièrement aimé et estimé dans la ville.
Dans les premiers siècles de l'histoire de l'Église, Thessalonique et toute la moitié Ouest de la Grèce actuelle dépendait du patriarcat de Rome. Au IVe siècle, le pape de Rome, Damase, éleva le siège épiscopal de la ville au rang d'exarchat : évêques, métropolites et archevêques pouvaient faire appel d'une décision de l'un ou de l'autre auprès de l'exarque.
Au VIIIe siècle, le siège fut rattaché au Patriarcat de Constantinople et elle en fait toujours partie aujourd'hui.
Pendant le millénaire byzantin, l'évêque de Thessalonique était distingué du titre d'Archevêque.

## Le territoire
- La ville de Thessalonique (36 paroisses)
- Agios Pavlos (en) (1 paroisse)
- Panórama (1 paroisse)
- Triandría (1 paroisse)

## Les monastères

### Monastère d'hommes
- Monastère Sainte-Théodora de Thessalonique, fondé au IXe siècle, refondé en 1953, situé 34 rue Hermou.

### Monastère de femmes
- Monastère de la Dormition de la Mère de Dieu, fondé en 1957, le catholicon est dédié à Notre-Dame la Libératrice.

## Les solennités locales
- La fête de saint Démétrios de Thessalonique en la basilique paléochrétienne qui porte son nom, le 26 octobre.
- La fête de saint Grégoire Palamas le 14 novembre et le deuxième dimanche de Carême.
- La fête des saints Cyrille et Méthode le 11 mai.
- La fête de sainte Théodora de Thessalonique le 3 août.
- La fête de tous les saints de Thessalonique le deuxième dimanche après Pâques (dimanche des Myrrhophores).

## À visiter
- L'église Saint-Démétrios,
- L'église Sainte-Sophie,
- L'église des Saints-Apôtres,
- L'église d'Ossios-David, les reliques du saint vénérable David sont au monastère Sainte-Théodora.
- Le musée byzantin,
- Les reliques de saint Grégoire Palamas et la métropole.
- L'église de la "Panagia Dexia" où l'icône de la Mère de Dieu est sur la partie droite (Sud) de l'iconostase.

## Les sources
- (el) Le site de la métropole de Thessalonique : http://www.imth.gr
- Diptyques de l'Église de Grèce, éditions Diaconie apostolique, Athènes (édition annuelle).